# Emilio Isgrò
Emilio Isgrò (Barcellona Pozzo di Gotto, 6 ottobre 1937) è un artista, scrittore e poeta italiano, noto per il linguaggio artistico della "cancellatura".

## Biografia
Nel 1956 esordisce con la raccolta di poesie Fiere del Sud (Arturo Schwarz Editore). Nel 1964 realizza le prime cancellature su enciclopedie e libri contribuendo alla nascita e agli sviluppi della poesia visiva e dell'arte concettuale. Isgrò dal 1956 vive e lavora a Milano, salvo dal 1960 al 1967, anni in cui ha vissuto a Venezia come responsabile delle pagine culturali del Gazzettino. Nel 1966, in occasione della personale alla Galleria Il Traghetto di Venezia, pubblica Dichiarazione 1, nella quale precisa la sua concezione di poesia come "arte generale del segno". Pubblica il libro di poesie L'età della ginnastica (Mondadori).
Nel 1972 partecipa alla Biennale di Venezia, dove è presente ancora nel 1978, 1986 e 1993. Espone con altri artisti alla mostra Contemporanea (1973), curata da Achille Bonito Oliva e allestita nel parcheggio sotterraneo di Villa Borghese a Roma. L'anno seguente esce L'avventurosa vita di Emilio Isgrò nelle testimonianze di uomini di stato, scrittori, artisti, parlamentari, attori, parenti, familiari, amici, anonimi cittadini (Il Formichiere), candidato al Premio Strega. Nel 1976 tiene la prima mostra antologica delle sue opere al Centro Studi e Archivio della Comunicazione di Parma. Nel 1977 è insignito del primo premio alla XIV Biennale d'Arte di San Paolo del Brasile. Nello stesso anno pubblica con Feltrinelli il romanzo Marta de Rogatiis Johnson. Nel 1979 presenta alla Rotonda della Besana di Milano Chopin, installazione-partitura per 15 pianoforti. Nel 1982, rappresenta Gibella del Martirio e San Rocco legge la lista dei miracoli e degli orrori a Gibellina.

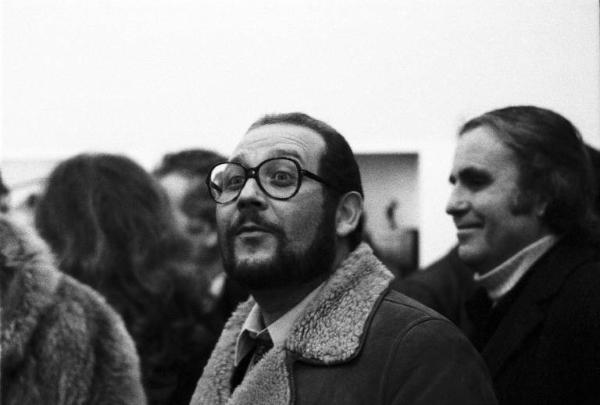
Emilio Isgrò fotografato durante una mostra d'arte nel 1973 da Carla Cerati. Dietro di lui si riconosce Arnaldo Bagnasco

Dall'anno seguente e per tre stagioni consecutive rappresenta l'Orestea di Gibellina, trilogia siciliana, al Festival Internazionale delle Orestiadi. Nel 1985 il Teatro alla Scala gli commissiona l'installazione multimediale La veglia di Bach, realizzata nella chiesa milanese di San Carpoforo. Nel 1986 presenta al Museo civico archeologico di Bologna l'installazione L'ora italiana, in memoria delle vittime della strage alla stazione ferroviaria di Bologna del 2 agosto del 1980. Nel 1989 pubblica il romanzo Polifemo (Mondadori), elaborando nello stesso tempo una nuova Teoria della cancellatura (Galleria Fonte d'Abisso).
Partecipa nel 1992 alla mostra The Artist and the Book in XX Century Italy, organizzata dal Museum of Modern Art (MoMA) di New York. Nel 1994 è presente alla rassegna I libri d'artista italiani del Novecento alla collezione Guggenheim di Venezia. Pubblica il romanzo L'asta delle ceneri (Camunia) e torna alla poesia con la raccolta Oratorio dei ladri (Mondadori). Nel 1998 dona al paese natale la scultura Seme d'arancia.
Nel 2001, nel complesso di Santa Maria dello Spasimo a Palermo tiene l'antologica Emilio Isgrò 1964-2000. Con Le api della Torah inizia il "ciclo degli insetti". Nel 2002 pubblica il libro di poesie Brindisi all'amico infame (Aragno), finalista al Premio Strega e vincitore del Premio San Pellegrino. Nel 2004 crea un'installazione dal titolo Il Padre Nostro delle formiche nell'ambito della manifestazione "Le Opere e i Giorni", tenutasi nella Certosa di San Lorenzo di Padula dal 18 al 20 Giugno 2004 a cura di Achille Bonito Oliva.
Con il titolo La cancellatura e altre soluzioni (Skira) raccoglie nel 2007 in volume gli scritti pubblicati su quotidiani e riviste come corredo critico-teorico dell'attività creativa. L'anno successivo il Centro per l'arte contemporanea Luigi Pecci di Prato realizza l'antologica Dichiaro di essere Emilio Isgrò a cura di Marco Bazzini.
Nel 2008 e nel 2013 ha partecipato con un lavoro a BAU. Nel 2009 espone al Palazzo delle Stelline di Milano. L'anno seguente si tiene a Marsala la mostra Disobbedisco. Sbarco a Marsala e altre Sicilie. In contemporanea si apre Var ve yok presso la Taksim Sanat Galerisi di Istanbul mentre i quattordici Codici ottomani vengono esposti alla Boghossian Foundation di Bruxelles.
Nel maggio 2011 propone l'installazione L'Italia che dorme alla Galleria d'arte moderna di Roma, per le celebrazioni del 150° dell'Unità d'Italia, opera ideata l'anno precedente per la rassegna La Costituzione cancellata - Rappresentazione di un crimine, a cura di Marco Bazzini presso la galleria d'arte Boxart di Verona. Si inaugura all'Università Bocconi di Milano l'opera Cancellazione del debito pubblico. Nel 2012 viene riallestita a Milano L'ora italiana (1985-1986) presso Gallerie d'Italia. Nel giugno 2013 si tiene la mostra antologica dal titolo Modello Italia (2013-1964) alla Galleria Nazionale d'Arte Moderna di Roma, curata da Angelandreina Rorro. Lo stesso anno vede l'uscita della raccolta di saggi inediti "Come difendersi dall'arte e dalla pioggia" a cura di Beatrice Benedetti (Maretti Editore). Nel 2014 nella Galleria degli Uffizi entra il suo autoritratto del 1971 Dichiaro di non essere Emilio Isgrò. A Milano la sua Grande cancellatura per Giovanni Testori viene collocata in Piazza Gino Valle, nel nuovo quartiere Portello.
Nel 2015 crea il Seme dell'Altissimo, una scultura in marmo di 7 metri d'altezza, collocata all'interno dell'Expo di Milano. L'anno successivo a Milano viene organizzata una antologica in suo onore realizzata in tre sedi: una mostra personale a Palazzo Reale, l'esposizione della sua cancellatura del ritratto di Alessandro Manzoni alle Gallerie d'Italia e trentacinque volumi dei Promessi Sposi cancellati per venticinque lettori e dieci appestati a Casa Manzoni.
Nel 2017 Emilio Isgrò espone a Londra alla Galleria Tornabuoni. Si tratta di una retrospettiva, iniziata a Milano e poi spostatasi a Parigi, che si apre con la cancellatura di 24 volumi dell'Encyclopedia Britannica (opera del 1969). La mostra è accompagnata da un catalogo pubblicato da Forma Edizioni e curato da Marco Bazzini.
Nel 2018 Isgrò inaugura la monumentale opera Monumento all’Inferno, realizzata appositamente per l’Università IULM di Milano. In aprile espone in Belgio alla MDZ Art Gallery, in una doppia personale che lo vede protagonista insieme a Christo.
A settembre 2019 apre l'antologica Emilio Isgrò in Fondazione Giorgio Cini a Venezia, curata da Germano Celant. La mostra è accompagnata da un catalogo-monografia edito da Treccani che include un colloquio tra Celant e Isgrò più una ricca cronologia sulla vita dell'artista.
Il 7 dicembre 2019 Emilio Isgrò viene premiato con l'Ambrogino d'oro.
Il 27 ottobre 2020 inaugura Incancellabile vittoria, una monumentale installazione pensata da Isgrò per la fermata Stazione FS delle Metropolitana di Brescia, il cui soggetto presenta la sagoma della Vittoria alata, simbolo della città di Brescia, che si eleva dalle cancellature tipiche della sua cifra espressiva più caratteristica.
A dicembre 2020 viene presentata l'opera Colui che sono che arricchisce la collezione d'arte del Quirinale per il progetto Quirinale contemporaneo. Qui Isgrò "cancella" i "provvedimenti per la difesa della razza italiana" pubblicati nella Gazzetta ufficiale del 19 novembre 1938; un monito, nel segno dell'arte, perché gli orrori della persecuzione razziale non si ripetano più e a non dimenticare uno dei periodi più bui della storia contemporanea.

## Premi e riconoscimenti
- Premio San Pellegrino - Nel 2002 si aggiudica il premio per Brindisi all'amico infame.[1]
- Premio L'Ombra di Dioniso - Nel 2011 si aggiudica il premio per le riscritture del mito.[2]

## Opere letterarie

### Scritti teorici
- La cancellatura e altre soluzioni (a cura di Alberto Fiz), Skira, Milano, 2007, ISBN 978-8861304086
- Come difendersi dall'arte e dalla pioggia (a cura di Beatrice Benedetti), Maretti Editore, Imola, 2013, ISBN 978-8889477991

### Teatro
- L'Orestea di Gibellina e gli altri testi per il teatro (a cura di Martina Treu), Le Lettere, Firenze, 2011, ISBN 978-8860874146

### Poesia
- Fiere del Sud, Schwarz, Milano 1956.
- L'anteguerra, Einaudi, Torino 1963.
- Uomini & Donne, Sampietro, Bologna 1965.
- L'età della ginnastica, Mondadori, Milano 1966.
- Preghiera ecumenica per la salvezza dell'arte e della cultura, Archivio di Nuova Scrittura 1993.
- Oratorio dei ladri, Mondadori, Milano, 1996, ISBN 978-8804410232
- Brindisi all'amico infame, Nino Aragno Editore, Torino, 2003, ISBN 978-8884191342
- Vieni sul letto e leccami il bang, Quaderni di Orfeo, Milano, 2011.
- Quel che resta di Dio, Guanda, Milano, 2019, ISBN 978-8823524125
- Sì alla notte, Guanda, Milano, 2022, ISBN 978-8823530386

### Romanzi
- Marta de Rogatiis Johnson, Feltrinelli, Milano 1977.
- Polifemo, Mondadori, Milano 1989.
- L'asta delle ceneri, Camunia, Milano 1994. ISBN 978-8877671721, finalista al Premio Bergamo[4]
- Autocurriculum, Sellerio, Palermo, 2017, ISBN 978-8838937408

### Cinema
- La jena più ne ha e più ne vuole, progetto, sceneggiatura e provini per un film cancellato, 1970.

## Opere nei musei e nelle collezioni private
- Galleria Nazionale d’Arte Moderna e Contemporanea, Roma[5]
- Museo d'arte moderna e contemporanea di Trento e Rovereto, Rovereto
- Centro per l’Arte Contemporanea “Luigi Pecci”, Prato[6]
- Museo del Novecento, Milano
- Museo Novecento, Firenze[7]
- Università Bocconi, Milano[8]
- Gallerie d’Italia, Intesa Sanpaolo, Milano[9]
- Museo d'arte contemporanea Donnaregina, Napoli[10]
- Museo d'arte moderna di Bologna, Bologna[11]
- Centro Studi e Archivio della Comunicazione, Università degli studi, Parma
- Collezione Maramotti, Reggio Emilia
- Museo d’arte contemporanea della Sicilia, Palermo
- Museo della Città, Livorno
- Civica Galleria d’Arte Moderna Sant'Anna, Palermo
- Credito Siciliano, Acireale (Catania)
- Museo Civico d'Arte Contemporanea, Gibellina (Trapani)
- Fondazione Orestiadi, Gibellina (Trapani)[12]
- Museo Arte Gallarate (Varese)[13]
- Museo della Scultura Contemporanea, Matera[14]
- Certosa di San Lorenzo, Padula (Salerno)
- Casa museo Remo Brindisi, Lido di Spina (Ferrara)[15]
- Galleria d’Arte Moderna e Contemporanea, Torino
- Musées Royaux des Beaux –Arts de Belgique, Bruxelles (Belgio)[16]
- Imago Mundi. Collezione Luciano Benetton[17]
- Centre national d'art et de culture Georges-Pompidou, Parigi
- Collezione Roberto Casamonti, Firenze
- Biblioteca Lazzerini, Prato[18]